# The Tortured Poets Department
The Tortured Poets Department (estilizado em letras maiúsculas, também abreviado como Tortured Poets ou TTPD coloquialmente) é o décimo primeiro álbum de estúdio da artista musical estadunidense Taylor Swift, lançado em 19 de abril de 2024, através da gravadora Republic Records. O álbum foi expandido em um álbum duplo, com o segundo volume com o subtítulo The Anthology lançado de surpresa no mesmo dia. Swift começou a desenvolver The Tortured Poets Department logo depois de terminar seu décimo álbum, Midnights (2022), e continuou durante a The Eras Tour em 2023, sendo produzido pela própria cantora juntamente com Jack Antonoff e Aaron Dessner.
Descrito por Swift como uma "tábua de salvação", ela concebeu The Tortured Poets Department como um projeto de composição crucial em meio à sua crescente fama e ao escrutínio da mídia. Em termos musicais, é principalmente um álbum de synth-pop minimalista, chamber pop e folk-pop com influências de rock e country. A melodia é predominantemente de ritmo médio, impulsionada por sintetizadores e baterias eletrônicas ao lado de piano e guitarra. As canções refletem sobre sua vida pública e privada, explorando tumulto e tristeza através de temas como autoconhecimento, ilusão, raiva, luto e humor. Post Malone e Florence and the Machine são os convidados do projeto.
The Tortured Poets Department gerou opiniões divergentes entre os críticos quando foi lançado: a maioria dos críticos elogiaram a composição catártica de Swift pela sua ressonância emocional e inteligência, mas alguns consideraram que era longo demais e sem profundidade. Os jornalistas atribuíram a recepção mista à fama de Swift, priorizando fofoca e sensacionalismo em vez de avaliação artística. Algumas avaliações subsequentes apreciaram as nuances musicais e líricas que surgiram após ouvirem mais vezes. Com seis indicações na 67.ª edição do Grammy Awards em 2025, Swift se tornou a artista mais indicada na categoria Álbum do Ano, com sete indicações no total.
Comercialmente, o álbum registrou vários recordes, tanto em vendas quanto em streaming. Ele registrou o maior número de streams globais em um único dia e em uma única semana para um álbum no Spotify, e liderou as paradas de diversos territórios da Europa, Ásia-Pacífico e Américas. Nos Estados Unidos, The Tortured Poets Department estreou em primeiro lugar na Billboard 200, vendendo 2,6 milhões de unidades na primeira semana, marcando a maior semana de vendas de Swift e o seu sétimo lançamento a estrear com mais de um milhão de unidades. Suas faixas fizeram de Swift a primeira artista a ocupar as 14 primeiras posições da Billboard Hot 100, com o primeiro single "Fortnight" no topo. A partir de maio de 2024, Swift renovou o repertório da The Eras Tour para incluir canções de The Tortured Poets Department.

## Antecedentes e concepção
Swift lançou seu décimo álbum de estúdio, Midnights, em 21 de outubro de 2022, alcançando amplo sucesso comercial e crítico. Em 2023, ela lançou duas regravações, Speak Now (Taylor's Version) e 1989 (Taylor's Version), como parte de seu projeto de regravação. Em 4 de fevereiro de 2024, durante o Grammy Awards, onde Midnights estava indicado, Swift insinuou o lançamento de um novo álbum ao mudar suas fotos de perfil em suas contas nas redes sociais para preto e branco. Os fãs especularam que ela estava se preparando para lançar Reputation (Taylor's Version), uma regravação de seu sexto álbum de estúdio, Reputation (2017). O site de Swift também apresentou problemas técnicos, exibindo um código de estado HTTP não normalizado incomum 321, juntamente com o código de erro "hneriergrd", que os fãs decifraram como sendo um anagrama para "pista falsa". O código-fonte do site continha palavras que não estavam em inglês.
Em 4 de fevereiro de 2024, Swift ganhou o Grammy de Melhor Álbum Vocal de Pop e Álbum do Ano por Midnights; em seu discurso de aceitação para o primeiro, ela anunciou um novo álbum de estúdio no qual havia trabalhado desde 2022, intitulado The Tortured Poets Department, com lançamento previsto para 19 de abril de 2024. A capa do álbum foi publicada em suas redes sociais, juntamente com uma foto de uma nota manuscrita, que incorporava traduções em inglês das palavras do código-fonte.
E então eu entro com evidências / Meu brasão manchado / Minhas musas, adquiridas como hematomas / Meus talismãs e encantos / O tique, tique, tique das bombas de amor / Minhas veias de tinta preta / Vale tudo no amor e na poesia...

Atenciosamente, a presidente do Departamento dos Poetas Torturados.
A ausência de um apóstrofo no título oficial, como em The Tortured Poets' Department, gerou um debate sobre correção gramatical. Especialistas explicaram que Swift usou Tortured Poets como um substantivo atributivo, similar ao uso em Dead Poets Society, filme dramático de 1989, e não como um substantivo possessivo que necessitaria de um apóstrofo. A capa do álbum, fotografada pela fotógrafa norte-americana Beth Garrabrant, é uma foto glamorosa em preto e branco de Swift deitada em uma cama, usando lingerie preta: um top transparente e short de cintura alta, das marcas de moda The Row e Yves Saint Laurent. Tanto a arte quanto o título foram parodiados por diversas marcas, organizações, times esportivos e franquias, inspirando inúmeros memes. A mídia descreveu a estética visual do álbum como dark academia.
Swift descreveu The Tortured Poets Department como uma "tábua de salvação"—algo que ela sentia que "realmente precisava" fazer. Ela começou a conceber o álbum imediatamente após entregar Midnights à sua gravadora, Republic Records, e continuou trabalhando nele em segredo durante a etapa norte-americana da The Eras Tour em 2023. Enquanto criava o álbum, sua vida amorosa continuou sendo amplamente abordada pela imprensa, que noticiou seu envolvimento com o ator Joe Alwyn, o cantor Matty Healy e o jogador de futebol americano Travis Kelce. Segundo Swift, a criação do álbum confirmou o papel crucial da composição em sua vida. Ela declarou: "nunca tive um álbum em que precisasse mais de composição do que em Tortured Poets". Em uma postagem no Instagram anunciando o lançamento do álbum, Swift descreveu-o como "uma antologia de novos trabalhos que refletem eventos, opiniões e sentimentos de um momento fugaz e fatalista, um momento que foi, ao mesmo tempo, sensacional e triste em igual medida".

## Composição

### Temas e letras
The Tortured Poets Department é composto por 16 faixas na edição padrão e apresenta dois artistas convidados—o rapper estadunidense Post Malone em "Fortnight" e a banda britânica de indie rock Florence and the Machine, liderada pela cantora e compositora Florence Welch, na canção "Florida!!!". O álbum foi principalmente escrito e produzido por Swift em colaboração com seus parceiros de longa data Jack Antonoff e Aaron Dessner; Malone e Welch também co-escreveram suas respectivas colaborações com Swift.
O álbum tem suas raízes na composição pessoal, explorando as reflexões de Swift sobre os eventos em sua vida privada e pública. Ela se inspirou em seus relacionamentos tumultuados e na percepção pública de sua celebridade para criar narrativas líricas que são confusas, desinibidas e sem restrições, contendo referências pessoais através de alusões e nomeações. O tema principal é a desilusão amorosa, expressa por meio de temas variados como delírio, raiva, luto e morte. Enquanto as letras evocam sentimentos vulneráveis e devastadores, também incorporam humor e hipérbole. Swift considerou o álbum um exercício catártico e descreveu o conteúdo como "fatalista", com temas predominantes de "desejo, saudade, sonhos perdidos".
Os críticos caracterizaram The Tortured Poets Department como um álbum pós-término de relacionamento. Ann Powers, da NPR, observou que ao longo do álbum "Swift está explorando como ocorre a violência emocional". O professor de música Samuel Murray, para o The Conversation, opinou que o álbum usa o melodrama como um dispositivo narrativo "para celebrar a vulnerabilidade emocional, compartilhando seus pensamentos mais íntimos". Callie Ahlgrim, do Business Insider, descreveu o conteúdo do álbum como "o mais confuso, sensual e engraçado de Swift". Para o The Independent, Helen Brown sugeriu que a composição de Swift se baseia em suas raízes na música country para explorar narrativas ricas em detalhes. Enquanto alguns críticos argumentaram que o álbum é autobiográfico, Shaad D'Souza, do Pitchfork, observou que ele transita entre o confessional e a narrativa fictícia.

### Estrutura musical
A parte padrão do álbum é principalmente synth-pop, com uma produção de andamento médio que incorpora sintetizadores sutis e baterias eletrônicas espaçadas. Os críticos consideraram a produção minimalista, e compararam essa abordagem sonora baseada em sintetizadores ao som do álbum anterior de Swift, Midnights. Igor Bannikov, da PopMatters, descreveu como "simplista, com toques indies e quase abafado". Alexis Petridis, do The Guardian, escreveu que também apresenta "o pop-rock brilhante influenciado pelos anos 80" do álbum de 2014 de Swift, 1989, enquanto Will Hodgkinson, do The Times, descreveu o álbum como uma mistura de synth-pop e power ballads dos anos 1980. Swift canta principalmente em seu registro vocal mais baixo para entregar versos conversacionais semelhantes a rap. Samuel Murray, do The Conversation, analisou que o álbum utiliza alguns dos recursos familiares de Swift, como melodias de uma única nota e uma entrega recitativa que segue o ritmo da fala comum.
Várias faixas apresentam uma instrumentação mais simplificada, impulsionada por piano ou guitarra, com estilos de diversos gêneros; "But Daddy I Love Him" e "Guilty as Sin?" incorporam baterias ao vivo e influências do country e do rock, "Down Bad" evoca R&B em suas mudanças dinâmicas e cadências, "Fresh Out the Slammer" traz guitarras elétricas do Western-rock, e "I Can Fix Him (No Really I Can)", "Florida!!!", e "Who's Afraid of Little Old Me?" experimentam o country gótico. Tyler Foggart, do The New Yorker, descreveu The Tortured Poets Department como uma mistura de dream pop e country gótico com algumas "vibes country", enquanto Josh Kurp, do Uproxx, considerou o álbum sem gênero definido.
A segunda parte do álbum duplo, intitulada The Anthology, é composta principalmente por baladas de piano de chamber pop e folk-pop. Swift e Dessner produziram a maior parte do segundo volume, que possui um som acústico e voltado para o folk, com instrumentação de violão acústico dedilhado, piano suave e sintetizadores sutis, comparado pelos críticos ao som dos álbuns de Swift de 2020, Folklore e Evermore. Neil McCormick, do The Daily Telegraph, argumentou que esse som mais suave permite uma abordagem mais sutil nas letras, que exploram estudos de personagens de Swift ("Cassandra", "Peter", "Robin") e autorreflexão ("The Albatross", "The Bolter", "I Look in People's Windows", "I Hate It Here").

## Lançamento e promoção
Após o anúncio no Grammy, Swift revelou a lista de faixas da edição padrão nas redes sociais em 6 de fevereiro de 2024. Durante os shows da The Eras Tour na Austrália e em Singapura, ela anunciou quatro edições físicas, cada uma nomeada com o título de uma faixa bônus correspondente: "The Manuscript", "The Bolter", "The Albatross" e "The Black Dog". Swift fez uma parceria com a Target para lançar uma edição exclusiva em vinil colecionável chamada "Phantom Clear".
Swift promoveu o álbum em colaboração com plataformas digitais como Apple Music, Spotify, YouTube, Instagram e Threads. A campanha, que incentivou os fãs a procurarem easter eggs, incluiu cinco playlists da Apple Music criadas por Swift, contendo suas antigas canções inspiradas nas cinco fases do luto; uma biblioteca pop-up de artigos selecionados em The Grove, Los Angeles, organizada pelo Spotify; murais com códigos QR em várias cidades ao redor do mundo que levavam a vídeos curtos não listados no canal de Swift no YouTube; uma contagem regressiva para o lançamento do álbum revelada ao atualizar o perfil de Swift no Instagram; e efeitos especiais brilhantes em postagens no Threads marcadas com hashtags relacionadas a Swift e ao álbum. O iHeartRadio e a Sirius XM anunciaram programas especiais com conteúdo exclusivo de Swift para celebrar o lançamento do álbum; o primeiro se rebatizou temporariamente como "iHeartTaylor".
The Tortured Poets Department foi lançado em 19 de abril de 2024. Uma edição dupla do álbum, intitulada The Anthology e contendo 15 faixas bônus, foi lançada digitalmente de surpresa duas horas depois. Dois dias antes, a edição padrão do álbum havia vazado, o que resultou na frase "Taylor Swift leak" sendo temporariamente banida das buscas na plataforma de mídia social X (anteriormente Twitter). No total, The Tortured Poets Department estava disponível em 21 versões: a edição padrão com 16 faixas, a edição The Anthology com 31 faixas, nove variantes em CD, seis variantes em vinil e quatro variantes de fita cassete, com CDs e cassetes deluxe disponíveis exclusivamente no site oficial de Swift. As cópias físicas do álbum incluem um poema original da cantora e compositora Stevie Nicks. "Fortnight" foi lançada como o primeiro single junto com o álbum, acompanhado por um videoclipe. A partir de maio de 2024, começando com os shows em Nanterre, França, Swift renovou o repertório da The Eras Tour para incluir canções de The Tortured Poets Department em um novo ato, que ela descreveu informalmente como "Female Rage: The Musical".

## Recepção

### Crítica profissional
| Críticas profissionais | Críticas profissionais |
| Pontuações agregadas   | Pontuações agregadas   |
| Fonte                  | Avaliação              |
| ---------------------- | ---------------------- |
| AnyDecentMusic?        | 7.5/10                 |
| Metacritic             | 76/100                 |
| Avaliações da crítica  |                        |
| Fonte                  | Avaliação              |
| AllMusic               | [ 97 ]                 |
| Clash                  | 8/10                   |
| NME                    | [ 57 ]                 |
| Pitchfork              | 6.6/10                 |
| Rolling Stone          | [ c ]                  |
| Slant Magazine         | [ 62 ]                 |
| The Daily Telegraph    | [ d ]                  |
| The Guardian           | [ 65 ]                 |
| The Independent        | [ 54 ]                 |
| The Times              | [ 99 ]                 |

As publicações descreveram o consenso crítico após o lançamento como positivo ou misto. No agregador de resenhas Metacritic, The Tortured Poets Department recebeu "críticas geralmente favoráveis", com uma média ponderada de 76 de 100, baseada em 24 resenhas. Sua segunda parte, The Anthology, obteve uma pontuação de 69 a partir de 6 resenhas. Vários críticos consideraram o álbum um marco na discografia de Swift. Resenhas de Helen Brown do The Independent, Ellie Roberts do The Arts Desk, Dan Cairns do The Times, Jeffrey Davies do PopMatters e Will Harris da Q, elogiaram o álbum como um dos mais sólidos de Swift, destacando a composição musical, o estilo vocal e a tonalidade lírica como ambiciosos e de bom gosto experimental. Outros, incluindo Chris Willman da Variety, Ed Power do i, e Kitty Empire do The Observer, chamaram-o de um álbum essencialmente Swift.
A composição de Swift foi amplamente elogiada. Paul Bridgewater, da The Line of Best Fit, considerou-o seu trabalho mais coeso até hoje, achando a música sofisticada e o lirismo simbólico. Para Ludovic Hunter-Tilney do Financial Times, o álbum representa uma evolução estilística para Swift, com uma escrita que marca uma "virada caracteristicamente atraente" para o melodrama sombrio. Alexis Petridis do The Guardian e Alex Hopper do American Songwriter afirmaram que o álbum contém as letras mais espirituosas de Swift, com escolhas musicais sutis que mostram que Swift está "disposta a correr riscos em uma era avessa a riscos para o pop" e "constantemente evoluindo e superando seus limites", respectivamente. Em uma resenha mais moderada, Olivia Horn do Pitchfork sentiu que as letras não "destilam uma verdade emocional abrangente, tendendo a sufocar em vez de ferir." Outros, como Lindsay Zoladz do The New York Times, Jonathan Keefe da Slant Magazine e Alex Hudson da Exclaim!, descreveram algumas letras como fracas e exageradas; Hudson afirmou que muitas das faixas "confundem verbosidade com poesia".
O humor tumultuado e a emoção irrestrita das letras também foram destacados. Várias resenhas elogiaram a emoção pesada e sem filtro do álbum; Lauren Webb, da Clash, descreveu-o como "uma ilustração fascinante, tóxica e caótica" da deterioração da sanidade mental. Powers opinou que The Tortured Poets Department mostra a nova liberdade de Swift, com uma "falta de preocupação se essas músicas falam para e por alguém além dela mesma." Em uma perspectiva semelhante, resenhas entusiasmadas de Rob Sheffield da Rolling Stone e Chris Willman da Variety descreveram o álbum como o projeto "gloriosamente caótico" e "audacioso, hipnotizante" de Swift, respectivamente. Para Willman, o álbum combina "inteligência com catarse." Mary Siroky, da Consequence, por outro lado, achou esse estilo de lirismo chocante e "totalmente bizarro" às vezes, e sentiu que o álbum era uma tentativa de autoparódia em vez de uma vitrine da habilidade de composição de Swift.
Muitos críticos, incluindo Zoladz, Laura Molloy da NME, e Tom Breihan do Stereogum, argumentaram que a colaboração de Swift e Antonoff em The Tortured Poets Department foi desinovadora devido a uma semelhança sonora com suas colaborações passadas. Amanda Petrusich, do The New Yorker, favoreceu a contribuição de Dessner para o álbum como "mais gentil, mais terna e mais surpreendente". Horn e Mark Savage, da BBC, sentiram que as melodias eram sonoramente monótonas e "estáticas", mas outros argumentaram que a abordagem minimalista complementava as letras hiper-pessoais de Swift; Hopper opinou que "a confiança de Swift como artista está no auge" com The Tortured Poets Department. Segundo Mary Kate Carr, do The A.V. Club, o álbum é "perfeitamente bom", mas foi lançado em um momento em que Swift "não tem mais nada a provar", resultando em um ponto estagnado em sua arte; essa ideia também foi compartilhada por uma resenha anônima e negativa da Paste, que criticou o álbum como apressado, vazio e não relacionável.

## Lista de faixas
| The Tortured Poets Department – Edição padrão |                                                             |                                        |                               |         |  |
| N.º                                           | Título                                                      | Compositor(es)                         | Produtor(es)                  | Duração |  |
| 1.                                            | "Fortnight" (com participação de Post Malone)               | Taylor Swift Jack Antonoff Austin Post | Swift Antonoff Louis Bell [a] | 3:48    |  |
| 2.                                            | "The Tortured Poets Department"                             | Swift Antonoff                         | Swift Antonoff                | 4:53    |  |
| 3.                                            | "My Boy Only Breaks His Favorite Toys"                      | Swift                                  | Swift Antonoff                | 3:23    |  |
| 4.                                            | "Down Bad"                                                  | Swift Antonoff                         | Swift Antonoff                | 4:21    |  |
| 5.                                            | "So Long, London"                                           | Swift Aaron Dessner                    | Swift Dessner                 | 4:22    |  |
| 6.                                            | "But Daddy I Love Him"                                      | Swift Dessner                          | Swift Dessner Antonoff        | 5:40    |  |
| 7.                                            | "Fresh Out the Slammer"                                     | Swift Antonoff                         | Swift Antonoff                | 3:30    |  |
| 8.                                            | "Florida!!!" (com participação de Florence and the Machine) | Swift Florence Welch                   | Swift Antonoff                | 3:35    |  |
| 9.                                            | "Guilty as Sin?"                                            | Swift Antonoff                         | Swift Antonoff                | 4:14    |  |
| 10.                                           | "Who's Afraid of Little Old Me?"                            | Swift                                  | Swift Antonoff                | 5:34    |  |
| 11.                                           | "I Can Fix Him (No Really I Can)"                           | Swift Antonoff                         | Swift Antonoff                | 2:36    |  |
| 12.                                           | "Loml"                                                      | Swift Dessner                          | Swift Dessner                 | 4:37    |  |
| 13.                                           | "I Can Do It with a Broken Heart"                           | Swift Antonoff                         | Swift Antonoff                | 3:38    |  |
| 14.                                           | "The Smallest Man Who Ever Lived"                           | Swift Dessner                          | Swift Dessner                 | 4:05    |  |
| 15.                                           | "The Alchemy"                                               | Swift Antonoff                         | Swift Antonoff                | 3:16    |  |
| 16.                                           | "Clara Bow"                                                 | Swift Dessner                          | Swift Dessner                 | 3:36    |  |
| Duração total:                                | Duração total:                                              | Duração total:                         | Duração total:                | 65:08   |  |

| The Tortured Poets Department: The Anthology – Edição padrão |                                    |                              |                        |         |  |
| N.º                                                          | Título                             | Compositor(es)               | Produtor(es)           | Duração |  |
| 17.                                                          | "The Black Dog"                    | Swift                        | Swift Antonoff         | 3:58    |  |
| 18.                                                          | "Imgonnagetyouback"                | Swift Antonoff               | Swift Antonoff         | 3:42    |  |
| 19.                                                          | "The Albatross"                    | Swift Dessner                | Swift Dessner          | 3:03    |  |
| 20.                                                          | "Chloe or Sam or Sophia or Marcus" | Swift Dessner                | Swift Dessner          | 3:33    |  |
| 21.                                                          | "How Did It End?"                  | Swift Dessner                | Swift Dessner          | 3:58    |  |
| 22.                                                          | "So High School"                   | Swift Dessner                | Swift Dessner          | 3:48    |  |
| 23.                                                          | "I Hate It Here"                   | Swift Dessner                | Swift Dessner          | 4:03    |  |
| 24.                                                          | "Thank You Aimee"                  | Swift Dessner                | Swift Dessner Antonoff | 4:23    |  |
| 25.                                                          | "I Look in People's Windows"       | Swift Antonoff Patrik Berger | Swift Antonoff Berger  | 2:11    |  |
| 26.                                                          | "The Prophecy"                     | Swift Dessner                | Swift Dessner          | 4:09    |  |
| 27.                                                          | "Cassandra"                        | Swift Dessner                | Swift Dessner          | 4:00    |  |
| 28.                                                          | "Peter"                            | Swift                        | Swift Dessner          | 4:43    |  |
| 29.                                                          | "The Bolter"                       | Swift Dessner                | Swift Dessner          | 3:58    |  |
| 30.                                                          | "Robin"                            | Swift Dessner                | Swift Dessner          | 4:00    |  |
| 31.                                                          | "The Manuscript"                   | Swift                        | Swift Dessner          | 3:44    |  |
| Duração total:                                               | Duração total:                     | Duração total:               | Duração total:         | 122:21  |  |

| The Tortured Poets Department: The Anthology – Edições físicas |                                                                 |                     |                         |         |  |
| N.º                                                            | Título                                                          | Compositor(es)      | Produtor(es)            | Duração |  |
| 32.                                                            | "Fortnight" (com participação de Post Malone) (versão acústica) | Swift Antonoff Post | Swift Antonoff Bell [a] | 3:49    |  |
| 33.                                                            | "Down Bad" (versão acústica)                                    | Swift Antonoff      | Swift Antonoff          | 4:18    |  |
| 34.                                                            | "But Daddy I Love Him" (versão acústica)                        | Swift Dessner       | Swift Dessner Antonoff  | 5:37    |  |
| 35.                                                            | "Guilty as Sin?" (versão acústica)                              | Swift Antonoff      | Swift Antonoff          | 4:10    |  |
| Duração total:                                                 | Duração total:                                                  | Duração total:      | Duração total:          | 140:15  |  |

Notas
- ↑[a]  denota produtor vocal
- "Loml" e "Imgonnagetyouback" são estilizadas em letras minúsculas.
- "Thank You Aimee" é estilizada como "thanK you aIMee".
- Edições físicas da edição padrão incluem "The Black Dog", "The Albatross", "The Bolter" ou "The Manuscript" como faixa bônus.
- Lembretes de voz de "Who's Afraid of Little Old Me?", "Cassandra", "The Black Dog" e "My Boy Only Breaks His Favorite Toys" foram incluídos separadamente em quatro versões limitadas distintas para download digital da edição padrão.[111][112][113]
- Versões de "Loml", "My Boy Only Breaks His Favorite Toys" e "The Alchemy / Treacherous" ao vivo dos shows da The Eras Tour em Paris foram incluídas separadamente em três versões limitadas distintas para download digital da edição padrão.[114][115][116]
- Versões acústicas de "But Daddy I Love Him", "Down Bad", "Guilty as Sin?", "Fortnight" e "Fresh Out the Slammer" foram incluídas separadamente em cinco versões limitadas distintas em CD da edição padrão.[117]
- Versões de "Guilty as Sin?", "How Did It End?" e "Peter" ao vivo dos shows da The Eras Tour em Estocolmo foram incluídas separadamente em três versões limitadas distintas para download digital da edição padrão.[118][119][120]
- Gravações ao vivo dos mash-ups "I Hate It Here / The Lakes", "Thank You Aimee / Mean",  "The Bolter / Getaway Car", "The Albatross / Dancing with Our Hands Tied" e "The Prophecy / Long Story Short" apresentados nos shows da The Eras Tour em Cardiff, Londres, Edimburgo, Dublin e Lyon, respectivamente, foram incluídos separadamente em cinco versões limitadas distintas para download digital da edição padrão.
- A edição em CD de The Anthology consiste em dois discos; um contendo as faixas 1–16, e o outro as faixas 17–35.

## Equipe e colaboradores
Todo o processo de elaboração de The Tortured Poets Department atribui os seguintes créditos:
Músicos
- Taylor Swift – vocais (todas as faixas), piano (faixas 3, 17), vocais de fundo (17)
- Jack Antonoff – sintetizador (faixas 1–4, 6–11, 13, 15, 17, 18, 25), programação (1–4, 6–11, 13, 15, 17, 18, 24, 25), bateria (1, 3, 4, 7–10, 13, 15, 17, 18, 24), guitarra elétrica (1, 3, 6–11, 15, 17, 24), violão (1, 6–9, 11, 17, 18, 25), piano (2, 4, 8, 10, 13, 17, 18), violoncelo (2, 6, 8, 10, 15, 17, 24, 25), vocais de fundo (2, 6, 15, 24), baixo (3, 6, 8–11, 17), percussão (4, 7, 9, 11, 13, 15, 18, 24), Mellotron (6, 8, 10, 11, 17), órgão (7), Rhodes (17), teclados (18)
- Sean Hutchinson – bateria (1, 6, 10, 15, 17), percussão (4)
- Post Malone – vocais (faixa 1)
- Mikey Freedom Hart – violão, baixo, guitarra elétrica, Hammond B3 (faixa 2); Mellotron (3), sintetizador (4, 6, 10), percussão (10)
- Evan Smith – sintetizador (faixas 2, 6, 10), saxofone (4)
- Zem Audu – sintetizador (faixas 2, 6, 10), saxofone (4)
- Michael Riddleberger – bateria (faixa 2), percussão (10)
- Aaron Dessner – piano (faixas 5, 10, 12, 16, 19–23, 26–31), sintetizador (5, 12, 14, 16, 19–24, 26–28, 30, 31), programação de bateria (5, 14, 16, 19–24, 26, 28–30), guitarra elétrica (5, 14, 19–23, 26, 27, 29, 30), violão (6, 19, 20, 23, 24, 26, 29), teclados (12, 19–22, 24, 26–28, 30), baixo (14, 16, 20, 22, 28–30), percussão (16, 19, 20, 22–24, 26, 27, 29, 30), bandolim (20, 23, 24), baixo sintetizado (21, 22, 24, 27, 31), banjo (23, 24), bateria (30)
- Benjamin Lanz – sintetizador (faixas 5, 19–23, 27, 30), trombone (20, 22, 27), sequenciador (22)
- Bobby Hawk – cordas (faixas 6, 9, 17)
- Emily Jean Stone – peculiaridades (faixa 8)
- Florence Welch – vocais, bateria, percussão, piano (faixa 8)
- Glenn Kotche – bateria, percussão (faixas 12, 16, 19–21, 23, 24, 26, 29, 30); caixa, vibrafone (27)
- Oli Jacobs – vocais de fundo, percussão, palavra falada (faixa 13)
- James McAlister – sintetizador (faixas 14, 16, 21–23, 26, 27, 30), percussão (14, 16, 23, 26, 27, 29, 30), bateria (14, 21, 22), guitarra elétrica (14, 22), teclados (16, 21, 26, 27), programação de bateria (19, 22, 26, 27, 31); violão, baixo sintetizado (23); cítara (26)
- Rob Moose – viola, violino (faixas 14, 20)
- Jason Slota – percussão (faixa 14)
- Abi Hyde-Smith – violoncelo (faixas 16, 19, 21, 23, 24, 26, 27, 29–31)
- Brian O'Kane – violoncelo (faixas 16, 19, 21, 23, 24, 26, 27, 29–31)
- Max Ruisi – violoncelo (faixas 16, 19, 21, 23, 24, 26, 27, 29–31)
- Reinoud Ford – violoncelo (faixas 16, 19, 21, 23, 24, 26, 27, 29–31)
- Robert Ames – maestro (faixas 16, 19, 21, 23, 24, 26, 27, 29–31)
- Chris Kelly – contrabaixo (faixas 16, 19, 21, 23, 24, 26, 27, 29–31)
- Dave Brown – contrabaixo (faixas 16, 19, 21, 23, 24, 26, 27, 29–31)
- Sophie Roper – contrabaixo (faixas 16, 19, 21, 23, 24, 26, 27, 29–31)
- Elisa Bergersen – viola (faixas 16, 19, 21, 23, 24, 26, 27, 29–31)
- Matthew Kettle – viola (faixas 16, 19, 21, 23, 24, 26, 27, 29–31)
- Morgan Goff – viola (faixas 16, 19, 21, 23, 24, 26, 27, 29–31)
- Nicholas Bootiman – viola (faixas 16, 19, 21, 23, 24, 26, 27, 29–31)
- Akiko Ishikawa – violino (faixas 16, 19, 21, 23, 24, 26, 27, 29–31)
- Cara Laskaris – violino (faixas 16, 19, 21, 23, 24, 26, 27, 29–31)
- Iona Allan – violino (faixas 16, 19, 21, 23, 24, 26, 27, 29–31)
- Kirsty Mangan – violino (faixas 16, 19, 21, 23, 24, 26, 27, 29–31)
- Nicole Crespo O'Donoghue – violino (faixas 16, 19, 21, 23, 24, 26, 27, 29–31)
- Ronald Long – violino (faixas 16, 19, 21, 23, 24, 26, 27, 29–31)
- Sophie Mather – violino (faixas 16, 19, 21, 23, 24, 26, 27, 29–31)
- Dan Oates – violino (faixas 16, 19, 21, 23, 24, 26, 27, 29, 30)
- Eloisa-Fleur Thorn – violino (faixas 16, 19, 21, 23, 24, 26, 27, 29, 30)
- Emily Holland – violino (faixas 16, 19, 21, 23, 24, 26, 27, 29, 30)
- Anna de Bruin – violino (faixas 16, 19, 23, 24, 26, 27, 29–31)
- Galya Bisengalieva – violino (faixas 16, 19, 21, 24, 26, 30)
- Agata Daraskaite – violino (faixas 16, 19, 26, 27, 30)
- Julian Azkoul – violino (faixas 16, 19, 26, 27, 30)
- Amy Swain – viola (faixas 16, 19, 26, 27, 30)
- J.T. Bates – bateria (faixas 16, 20, 21, 26)
- Thomas Barlett – sintetizador (faixas 16, 21, 23, 24, 26, 29–31); teclados, piano (16, 21, 23, 24, 26, 29, 30)
- Marianne Haynes – violino (faixas 16, 21, 23, 24, 29–31)
- Jack Manning – piano (faixa 18)
- George Barton – percussão (faixas 19, 23, 24, 26, 27, 31), tímpanos (30)
- David McQueen – trompa (faixas 21, 23, 24, 26, 27, 29–31)
- Alicia Berendse – violino (faixas 21, 24, 29–31)
- Meghan Cassidy – viola (faixas 23, 29, 31)
- Natasha Humphries – violino (faixas 23, 29, 31)
- Jonathan Farey – trompa (faixas 24, 26, 27, 29–31)
- Paul Cott – trompa (faixas 24, 26, 27, 29–31)
- Patrik Berger – violão (faixa 25)
- Max Welford – clarinete baixo (faixas 26, 29)
- Vicky Lester – harpa (faixa 30)
- Bryce Dessner – programação de bateria, piano, sintetizador (faixa 31)

Técnica
- Randy Merrill – masterização
- Ryan Smith – masterização
- Serban Ghenea – mixagem
- Bryce Bordone – engenharia de mixagem
- Laura Sisk – engenharia (faixas 1–4, 6–11, 13, 15, 17, 18, 24, 25), engenharia vocal (7, 9, 11, 12, 14, 15)
- Oli Jacobs – engenharia (faixas 1–4, 6–11, 13, 15, 17, 18, 24, 25)
- Sean Hutchinson – engenharia (faixas 1, 2, 4, 6, 10, 15, 17)
- Michael Riddleberger – engenharia (faixas 1, 2, 4, 6, 10, 17)
- David Hart – engenharia (faixas 2, 6, 10)
- Evan Smith – engenharia (faixas 2, 6, 10)
- Mikey Freedom Hart – engenharia (faixas 2, 6, 10)
- Zem Audu – engenharia (faixas 2, 6, 10)
- Bella Blasko – engenharia (faixas 5, 6, 10, 11, 14, 27, 28, 31), engenharia adicional (16, 19–24, 26, 29, 30)
- Jonathan Low – engenharia (faixas 5, 6, 10, 11, 16, 19–24, 26–30)
- Aaron Dessner – engenharia (faixas 5, 14)
- Benjamin Lanz – engenharia (faixas 5, 19, 20, 22, 23, 26, 27, 30)
- Ben Loveland – engenharia (faixa 8)
- Joey Miller – engenharia (faixa 10), assistência de engenharia (13)
- James McAlister – engenharia (faixas 14, 16, 19, 21–23, 26, 27, 29, 30)
- Rob Moose – engenharia, arranjo de gravação (faixa 14)
- Jeremy Murphy – engenharia (faixas 16, 19, 21, 23, 24, 26, 27, 29, 30)
- Thomas Bartlett – engenharia (faixas 16, 21, 23, 24, 26, 29, 30)
- Maryam Qudus – engenharia (faixas 20, 23, 24, 30)
- Jack Antonoff – engenharia (faixa 24)
- Pat Burns – engenharia (faixa 27)
- Louis Bell – engenharia vocal (faixa 1)
- Christopher Rowe – engenharia vocal (faixas 7, 9, 11, 12, 15, 20)
- Beau Sorenson – engenharia adicional (faixa 14)
- Bryce Dessner – arranjo de gravação (faixas 16, 19, 21, 23, 24, 26, 27, 29–31)
- Jack Manning – assistência de engenharia (faixas 1–4, 6–11, 13, 15, 17, 18, 25)
- Jon Sher – assistência de engenharia (faixas 1–4, 6–11, 13, 15 17, 18, 25)
- Lauren Marquez – assistência de engenharia (faixas 1, 13)
- Jesse Snider – assistência de engenharia (faixas 7, 8, 10)
- Joe Caldwell – assistência de engenharia (faixas 10, 13, 18, 24)
- Rḗmy Dumelz – assistência de engenharia (faixa 11)
- Laura Beck – assistência de engenharia (faixas 16, 19, 21, 23–27, 29–31)

## Desempenho comercial
The Tortured Poets Department quebrou diversos recordes de streaming. No Spotify, tornou-se o álbum com o maior número de pré-saves; o álbum mais reproduzido em um único dia, ultrapassando 200 milhões e depois 300 milhões de streams, quebrando o recorde anteriormente mantido por Midnights, de Swift; e o álbum mais rápido a acumular um bilhão de streams em uma única semana, fazendo isso em cinco dias. O álbum também se tornou o mais reproduzido em um único dia no Amazon Music e o álbum pop mais reproduzido em um único dia no Apple Music. Ele acumulou 1,76 bilhão de streams globalmente dentro de sua primeira semana de disponibilidade, registrando um recorde histórico. A Republic Records relatou um consumo global de quatro milhões de unidades na primeira semana.
Nos Estados Unidos, de acordo com a Billboard, o álbum acumulou 1,6 milhão de unidades equivalentes em apenas quatro dias, superando o recorde anterior de vendas semanais de vinil estabelecido por 1989 (Taylor's Version) de Swift (2023), ao vender 700 mil vinis. Além disso, quebrou o recorde de streaming em uma única semana, anteriormente mantido por Scorpion de Drake (2018), ao acumular 799 milhões de streams sob demanda em apenas seis dias. Após uma semana completa de disponibilidade, The Tortured Poets Department estreou no topo da Billboard 200 com 2,61 milhões de unidades, consistindo em 1,914 milhão de vendas puras e 891,34 milhões de streams sob demanda. Este foi o 14.º álbum número um de Swift, igualando-a a Jay-Z como a artista solo com mais lideranças na parada. Além disso, o álbum registrou a segunda maior semana em unidades totais e a terceira maior semana em vendas puras na história da Billboard. O álbum se manteve no topo da Billboard 200 por cinco semanas consecutivas. Todas as 31 faixas do The Anthology estrearam na Billboard Hot 100, ocupando simultaneamente as 14 primeiras posições pela primeira vez na história da parada. Swift estabeleceu o recorde de mais entradas simultâneas por uma artista feminina (32) e tornou-se a primeira mulher a superar 50 faixas no top 10.
The Tortured Poets Department também quebrou vários recordes ao redor do mundo. Na Alemanha, teve o maior número de streams em um único dia para um álbum e estreou no topo da parada com a maior semana de vendas para um artista solo internacional em sete anos.
No Reino Unido, foi o álbum mais vendido em sete anos por qualquer artista e em 18 anos por um artista não britânico, vendendo 270 mil unidades na primeira semana. Este álbum foi o 12.º de Swift a alcançar o número um na UK Albums Chart, empatando com Madonna pelo maior número de álbuns no topo entre artistas femininas. Tornou-se o álbum em vinil mais vendido no Reino Unido desde 1994, superando o recorde anterior de Midnights.
Na Austrália, nas paradas da ARIA, The Tortured Poets Department tornou-se o 13.º álbum de Swift a alcançar o número um, um recorde entre artistas femininas. As faixas do álbum também estabeleceram recordes para o maior número de entradas simultâneas por um único artista no top 10 (10 faixas), top 50 (29 faixas) e top 100 (31 faixas) na parada de singles.
No Canadá, o álbum estreou no topo da Canadian Albums Chart, sendo o 14.º álbum consecutivo de Swift a alcançar o primeiro lugar e registrou as maiores vendas em vinil em uma única semana e os maiores números de streaming na história da parada canadense.
Apesar de não ter uma parada de álbuns no Brasil, 10 faixas do álbum estrearam na Billboard Brasil Hot 100.
| País — Parada musical (2024)                                    | Maior posição |
| --------------------------------------------------------------- | ------------- |
| Alemanha (Offizielle Deutsche Charts)                           | 1             |
| Argentina (CAPIF)                                               | 1             |
| Austrália (ARIA)                                                | 1             |
| Áustria (Ö3 Austria Top 40)                                     | 1             |
| Bélgica (Ultratop Flandres)                                     | 1             |
| Bélgica (Ultratop Valônia)                                      | 1             |
| Canadá (Billboard)                                              | 1             |
| Croácia (HDU)                                                   | 1             |
| Dinamarca (Hitlisten)                                           | 1             |
| Escócia (Official Scottish Albums)                              | 1             |
| Eslováquia (ČNS IFPI)                                           | 1             |
| Espanha (PROMUSICAE)                                            | 1             |
| Estados Unidos (Billboard 200)                                  | 1             |
| Finlândia (Suomen virallinen lista)                             | 2             |
| França (SNEP)                                                   | 1             |
| Grécia (IFPI)                                                   | 1             |
| Hungria (MAHASZ)                                                | 1             |
| Irlanda (Official Irish Albums)                                 | 1             |
| Islândia (Plötutíðindi)                                         | 1             |
| Itália (FIMI)                                                   | 1             |
| Japão (Billboard Japan Hot Albums)                              | 5             |
| Japão (Oricon)                                                  | 4             |
| Japão (Oricon Combined Albums)                                  | 4             |
| Lituânia (AGATA)                                                | 4             |
| Lituânia (AGATA) The Tortured Poets Department: The Anthology   | 3             |
| Noruega (VG-lista) The Tortured Poets Department: The Anthology | 1             |
| Nova Zelândia (RMNZ)                                            | 1             |
| Países Baixos (Dutch Charts)                                    | 1             |
| Polónia (ZPAV)                                                  | 1             |
| Portugal (AFP)                                                  | 1             |
| Reino Unido (Official Albums Chart)                             | 1             |
| República Checa (ČNS IFPI)                                      | 1             |
| Suécia (Sverigetopplistan)                                      | 1             |
| Suíça (Schweizer Hitparade)                                     | 1             |

| País — Parada musical (2024) | Maior posição |
| ---------------------------- | ------------- |
| Japão (Oricon)               | 7             |

## Certificações
| Região                                              | Certificação | Vendas     |
| --------------------------------------------------- | ------------ | ---------- |
| Alemanha (BVMI)                                     | Platina      | 150 000‡   |
| Austrália (ARIA)                                    | 2× Platina   | 140 000‡   |
| Áustria (IFPI Austria)                              | Ouro         | 7 500‡     |
| Brasil (Pro-Música)                                 | Ouro         | 20 000‡    |
| Dinamarca (IFPI Danmark)                            | Platina      | 20 000‡    |
| Espanha (PROMUSICAE)                                | Platina      | 40 000‡    |
| Estados Unidos (RIAA)                               | 6× Platina   | 6 000 000‡ |
| França (SNEP)                                       | Platina      | 100 000‡   |
| Itália (FIMI)                                       | Platina      | 50 000‡    |
| Nova Zelândia (RMNZ)                                | 3× Platina   | 45 000‡    |
| Polônia (ZPAV)                                      | Platina      | 20 000‡    |
| Reino Unido (BPI)                                   | 2× Platina   | 600 000‡   |
| Resumos                                             |              |            |
| Mundo (IFPI)                                        |              | 5,600,000  |
| ^números de vendas baseados somente na certificação |              |            |

## Histórico de lançamento
| Região | Data                   | Formato(s)                 | Edição(es)                                            | Gravadora | Ref.            |
| ------ | ---------------------- | -------------------------- | ----------------------------------------------------- | --------- | --------------- |
| Várias | 19 de abril de 2024    | Download digital streaming | Padrão                                                | Republic  | [ 182 ] [ 183 ] |
| Várias | 19 de abril de 2024    | Cassete CD vinil           | The Black Dog The Albatross The Bolter The Manuscript | Republic  | [ 182 ] [ 183 ] |
| Várias | 19 de abril de 2024    | Download digital streaming | The Anthology                                         | Republic  | [ 184 ]         |
| Várias | 29 de novembro de 2024 | CD vinil                   | The Anthology                                         | Republic  |                 |